# Cory Sandhagen
Cory Sandhagen (født 20. april 1992) er en professionel MMA-udøver, der konkurrerer i Bantamweight divisionen i Ultimate Fighting Championship (UFC). Som professionel konkurrent siden 2015 har han også konkurreret i Legacy Fighting Alliance.

## MMA-karriere

### Ultimate Fighting Championship
Sandhagen fik sin debut hos UFC på Fox: Jacaré vs. Brunson 2 den 27. januar 2018 mod Austin Arnett.  Han vandt kampen via TKO i anden runde. 
Hans næste kamp var på UFC Fight Night: Gaethje vs. Vick den 25. august 2018 mod Iuri Alcantara.  Efter en frem og tilbage affære vandt han kampen via TKO i anden omgang.  Denne kamp tildelte ham Fight of the Night . 
Sandhagen var planlagt til at møde Thomas Almeida på UFC Fight Night: Cejudo vs Dillashaw.  Det blev dog senere meddelt, at Sandhagen ville møde John Lineker på arrangementet i stedet.  Den 10. januar blev Lineker tvunget til at trække sig fra kampen på grund af en ribbensskade.  Han blev erstattet af UFC-nykommeren Mario Bautista.  Han vandt kampen via submission i første runde. 
Kampen med Lineker blev ombooket og fandt sted den 27. april 2019 på UFC Fight Night: Jacaré vs. Hermansson.  Sandhagen vandt kampen via delt afgørelse. 

## Privatliv
Udover MMA-karrieren arbejder Sandhagen deltid på et traumacenter for børn. Han underviser også i kampsport på High Altitude Martial Arts i Aurora, Colorado. 

## Mesterskaber og resultater
- Ultimate Fighting Championship
  - Fight of the Night (1 gang) vs. Iuri Alcantara